# 安德鲁·海伍德
安德鲁·海伍德（Andrew Heywood）是一位英国政治学家

## 著作
- 《政治意识形态》（Political Ideologies: An Introduction），1992年
- 《政治学导论》（Political Theory: An Introduction），1994年[2]
- 《政治学的思维方式》（Politics），1997年[3]
- 《政治学核心概念》（Key Concepts in Politics），2000年
- 《全球政治学》（Global Politics），2011年